# Transgender

Transgender Pride-vlag

Een transgender persoon, kortweg transgender, is iemand van wie de genderidentiteit verschilt van de genderidentiteit die doorgaans geassocieerd wordt met het geslacht dat bij de geboorte werd vastgesteld dan wel toegewezen.
Transgender is een parapluterm en kan voor verschillende uitingen en identiteiten gebruikt worden, uiteenlopend van crossdressing, travestie of androgynie (waarbij slechts deels of alleen bij bepaalde gelegenheden de kenmerken die geassocieerd worden met het andere geslacht worden overgenomen) tot het volledig en definitief van geslacht veranderen door middel van genderbevestigende zorg. In het laatste geval spreekt men ook wel van transseksualiteit.
Daarnaast kan ook de innerlijke identiteit sterk variëren. Zo kan de term transgender mensen omvatten die zich non-binair, bigender, pangender, genderfluïde, agender of van het derde geslacht noemen, wat voorheen wel werd samengevat onder de term transgenderisme en tegenwoordig voornamelijk als genderqueer wordt aangeduid.
Wanneer iemand het als een psychisch probleem ervaart dat de eigen genderidentiteit en het geboortegeslacht niet overeenkomen, kan er sprake zijn van genderdysforie.
Genderidentiteit wordt vaak benaderd vanuit een genderbinair model. Iemand die als man is geboren, maar zich duidelijk vrouw voelt, is een transgender vrouw, terwijl een als vrouw geboren, maar zich man voelende persoon een transgender man is. Dit geldt met name bij lichamelijke en/of uiterlijke geslachtsverandering. Vaak worden wel de Engelse afkortingen MTF (male-to-female) en FTM (female-to-male) gebruikt als toevoeging bij het woord transgender, of ook los, in de context van dit onderwerp. Non-binaire genderidentiteiten passen echter niet in dit model, en kunnen dus ook niet met zulke terminologie worden aangeduid.
Het tegenovergestelde van transgender wordt aangeduid met de term cisgender: mensen met een genderidentiteit die overeenkomt met hun biologische geslacht.

## Ontstaan van de term transgender
Naast de oudere aanduidingen travestiet en transseksueel werden in de jaren 1980 en 1990 ook de termen transgenderisme en transgenderist gebruikt. Het ging daarbij om mensen met een identiteit tussen man en vrouw in of bij wie de mannelijke en vrouwelijke identiteit ongeveer even sterk zijn; tegenwoordig zou zo iemand zich eerder non-binair noemen, al wordt soms ook nog wel de termen 'transgenderisme' en 'transgenderist' gebruikt, zoals door het Nederlandse kenniscentrum Rutgers in 2011 en het Belgische Transgender Infopunt (TIP) in 2018, maar niet in die betekenis.
Dit resulteerde in de volgende driedeling:
- Travestieten: mensen die tevreden zijn over hun geslachtskenmerken, maar die wel de behoefte voelen om bijvoorbeeld kleding van de andere sekse te dragen.
- Nonbinaire personen: mensen die zich niet willen beperken tot slechts de mannelijke dan wel de vrouwelijke genderidentiteit, wat gepaard kan gaan met een gedeeltelijke onvrede over hun geslachtskenmerken.
- Transseksuelen: mensen die hun oorspronkelijke geslachtskenmerken als dermate problematisch ervaren, dat zij permanent en geheel van geslacht willen veranderen of zijn veranderd.

Het begrip transgender maakte in de jaren 1980 opgang in de Verenigde Staten en is sinds het jaar 2000 ook steeds gangbaarder geworden in de Nederlandse taal. Het woord werd bedacht door mensen die zich niet konden vereenzelvigen met hun geboortegeslacht, maar moeite hadden met de term transseksueel die toen gebruikelijk was. Voor hen verwees die term naar het idee dat sommige mensen in het verkeerde lichaam zijn geboren en eigenlijk tot de andere sekse behoren.
Al snel werd transgender een parapluterm waarmee een heel scala aan variaties in gendergevoelens en -gedrag kan worden aangeduid. De gemene deler is steeds: een mismatch tussen het geboortegeslacht en de eigen beleving (genderidentiteit) of gewenste uiting van geslacht (genderexpressie). Om niemand buiten te sluiten, wordt ook wel de schrijfwijze trans* (met asterisk) gebruikt.
Bij het grote publiek is de diversiteit binnen het transgenderspectrum vaak nog onbekend, aangezien de transgenders die in de media verschijnen doorgaans transgender vrouwen zijn. Daarbij gaat de aandacht vaak uit naar de weinig subtiel beschreven lichamelijke transitie; transgender mannen en vooral personen met een non-binaire identiteit zijn veel minder vaak in beeld.
Het woord transgender kan worden gebruikt als zelfstandig naamwoord en als bijvoeglijk naamwoord. In de Van Dale Groot woordenboek van de Nederlandse taal (de Dikke van Dale) is het zelfstandig naamwoord toegevoegd in 2008 en het bijvoeglijk naamwoord in 2018.

## Cijfers
Volgens een onderzoek van het SCP uit 2017 had 0,6% van de mannen en 0,2% van de vrouwen problemen met het eigen geboortegeslacht. Een rapport van de Rutgers Stichting uit 2018 zegt dat 0,6 tot 0,7% van de Nederlandse volwassenen en middelbare scholieren transgendergevoelens hadden. In de leeftijd tussen de 12 en 24 jaar gaven 1,7% van de jongens en 2,9% van de meisjes aan een non-binaire of fluïde genderidentiteit te hebben of het nog niet te weten.
Volgens onderzoek van het Centraal Bureau voor de Statistiek (CBS) waren er in 2023 ongeveer 151.000 transgender personen in Nederland, oftewel 1% van de bevolking van 15 jaar en ouder. Daaronder waren ongeveer 45.000 personen met non-binaire/genderqueer (NBGQ) identiteit, wat overeenkomt met 0,3% van de bevolking van 15 jaar en ouder.
In 2021 waren er in Nederland in totaal 5820 mensen die hun geslacht hebben laten wijzigen in de Basisregistratie Personen. Dat was 0,039% van de mensen van 15 jaar en ouder (oftewel 1 op de 3000). Dit aantal is sterk gestegen sinds per 1 juli 2014 art. 28 van het Burgerlijk Wetboek zodanig werd aangepast dat voor het wijzigen van de geslachtsregistratie geen voorafgaande geslachtsveranderende operatie meer vereist is. Bovendien is sindsdien geen rechterlijke uitspraak meer vereist, maar kan volstaan worden met een deskundigenverklaring. Direct na deze wetswijziging maakten 770 transgenders daar gebruik van. Van 1923 personen die dit tussen 2012 en 2016 deden, wilden zes mensen de wijziging later weer terugdraaien.
Overigens geldt bovenstaande alleen voor zogenaamde binaire trans mensen, die hun genderregistratie van M naar V of van V naar M laten veranderen. Voor non-binaire trans mensen is een gang naar de rechter nog steeds nodig om hun gender als X te laten registreren.
| Aantal wijzigingen van geslachtsregistratie, 2006 t/m 2021 | Aantal wijzigingen van geslachtsregistratie, 2006 t/m 2021 | Aantal wijzigingen van geslachtsregistratie, 2006 t/m 2021 | Aantal wijzigingen van geslachtsregistratie, 2006 t/m 2021 | Aantal wijzigingen van geslachtsregistratie, 2006 t/m 2021 | Aantal wijzigingen van geslachtsregistratie, 2006 t/m 2021 | Aantal wijzigingen van geslachtsregistratie, 2006 t/m 2021 | Aantal wijzigingen van geslachtsregistratie, 2006 t/m 2021 | Aantal wijzigingen van geslachtsregistratie, 2006 t/m 2021 | Aantal wijzigingen van geslachtsregistratie, 2006 t/m 2021 | Aantal wijzigingen van geslachtsregistratie, 2006 t/m 2021 | Aantal wijzigingen van geslachtsregistratie, 2006 t/m 2021 | Aantal wijzigingen van geslachtsregistratie, 2006 t/m 2021 | Aantal wijzigingen van geslachtsregistratie, 2006 t/m 2021 | Aantal wijzigingen van geslachtsregistratie, 2006 t/m 2021 |
| 2006/'07                                                   | 2007/'08                                                   | 2008/'09                                                   | 2009/'10                                                   | 2010/'11                                                   | 2011/'12                                                   | 2012/'13                                                   | 2013/'14                                                   | 2014/'15                                                   | 2015/'16                                                   | 2016/'17                                                   | 2017/'18                                                   | 2018/'19                                                   | 2019/'20                                                   | 2020/'21                                                   |
| ---------------------------------------------------------- | ---------------------------------------------------------- | ---------------------------------------------------------- | ---------------------------------------------------------- | ---------------------------------------------------------- | ---------------------------------------------------------- | ---------------------------------------------------------- | ---------------------------------------------------------- | ---------------------------------------------------------- | ---------------------------------------------------------- | ---------------------------------------------------------- | ---------------------------------------------------------- | ---------------------------------------------------------- | ---------------------------------------------------------- | ---------------------------------------------------------- |
| 0                                                          | 80                                                         | 80                                                         | 90                                                         | 90                                                         | 130                                                        | 80                                                         | 80                                                         | 760                                                        | 450                                                        | 510                                                        | 650                                                        | 680                                                        | 740                                                        | 680                                                        |

Tussen 2008 en 2013 steeg het aantal aanmeldingen voor een medische transitie van 250 naar 1000 personen die zich jaarlijks bij een genderteam meldden. Lang niet altijd wordt tot een genderbevestigende operatie overgegaan. De sterke stijging houdt verband met het feit dat het sinds 2014 makkelijker is geworden om iemands geslacht in de geboorteakte te laten wijzigen. Het totaal aantal personen dat in Nederland middels een medische transitie van geslacht veranderd is, wordt geschat op 7000 tot 8000, inclusief kinderen en adolescenten.
Voor België wordt het aantal personen met een andere genderidentiteit dan het bij de geboorte vastgestelde geslacht geschat op rond de 30.000. Medio 2017 kwam het totaal aantal Belgen dat verandering van geslacht ook in de aktes van de burgerlijke stand liet doorvoeren uit op 992, gerekend vanaf januari 1993.
In Duitsland stijgt het aantal operaties ter aanpassing van de genitaliën met het jaar: in 2007 waren het er 419, in 2021 was dat aantal gestegen tot 2598. Veel transgender personen kiezen echter voor minder ingrijpende behandelingen, zoals hormoontherapie of het verwijderen van de borsten c.q. het laten aanbrengen van borstimplantaten en laten het dan daarbij. Van 7928 personen die een operatieve geslachtsverandering hadden ondergaan, had 1% spijt van die ingreep.
Voor de Verenigde Staten geeft een ruwe schatting aan dat 0,3% (ca. 700.000 personen) van de volwassenen transgender is, voor een onbekend deel overlappend met de ongeveer 3,5% van de mensen die zich als lgbt identificeren. Bij de volkstelling van 2010 waren er 89.667 Amerikanen die hun naam hadden gewijzigd naar een van het andere gender, terwijl 21.833 personen ook lichamelijk van geslacht waren veranderd.

## Genderidentiteit versus seksuele oriëntatie
Het begrip transgender heeft uitsluitend te maken met genderidentiteit: tot welk gender iemand zichzelf rekent. Het staat dus los van seksuele oriëntatie: tot welke andere mensen iemand zich fysiek, romantisch of emotioneel aangetrokken voelt. Het is een misverstand dat bijvoorbeeld een transgender vrouw automatisch ook homoseksueel is.
De woorden homoseksueel en heteroseksueel kunnen in dit verband enigszins verwarrend zijn. In de wetenschappelijke literatuur wordt de seksuele oriëntatie van iemand die transgender is vaak aangeduid met de term androfiel (aangetrokken tot mannen), gynefiel (aangetrokken tot vrouwen), biseksueel (aangetrokken tot beide) of aseksueel (aangetrokken tot geen van beide).
Al deze seksuele oriëntaties komen voor onder mensen die zich als transgender identificeren. In één studie werd gevonden dat onder transgender mannen ca. 90% zich seksueel aangetrokken voelt tot vrouwen, ongeveer 5% zich aangetrokken voelt tot mannen, ca. 3% tot zowel vrouwen als mannen en een enkeling voelt zich slechts aangetrokken tot andere personen die ook transgender zijn. Onder transgender vrouwen voelde ca. 30% zich aangetrokken tot vrouwen, ongeveer 46% voelde zich aangetrokken tot mannen, ca. 15% voelde zich aangetrokken tot beide en ongeveer 10% voelde zich enkel aangetrokken tot andere transgenders.
Ondanks alle verschillen zijn er ook overeenkomsten tussen transgenders en holebi's, namelijk op psychosociaal gebied: mensen in beide groepen kunnen worstelen met zaken als zelfacceptatie en uit de kast komen en te maken krijgen met discriminatie. Vanuit de emancipatiebeweging worden beide groepen tegenwoordig vaak onder één noemer gebracht: lhbt, waarbij de T voor transgender staat en de andere letters voor lesbische vrouwen, homoseksuelen en biseksuelen.

## Filosofie van gender

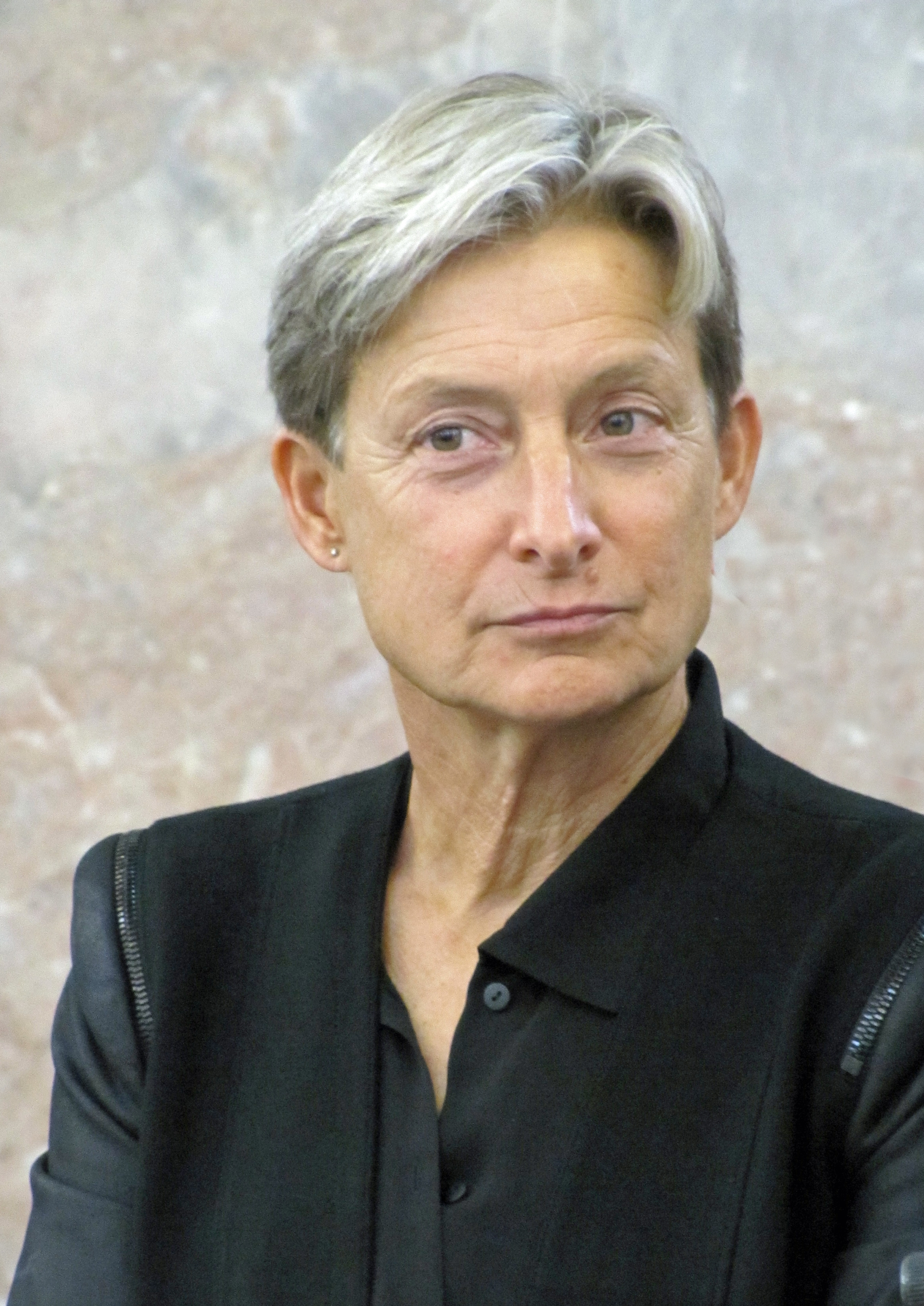
Judith Butler, 2012

Een pionier in genderonderzoek is de Amerikaanse professor John Money. Via onder andere een omstreden onderzoek op een eeneiïge tweeling deed hij onderzoek naar seksualiteit en gender. Boeken van Judith Butler, Kate Bornstein, Patrick Califia, Judith Lorber en Camille Paglia verwoordden een genderbegrip dat voorheen betiteld werd als genderbender: het spelen met uitgesproken seksespecifieke elementen van gedrag.
Butler bijvoorbeeld ging ver in de kritiek op de sekse-tweedeling. Zij formuleerde de politieke stellingname dat gender via rollenspel tot stand komt (genderperformativiteit). Het startpunt voor Butlers werk is dat genderidentiteit niet biologisch kan worden bepaald. Butler borduurt daarmee voort op de uitspraak van Simone de Beauvoir: "On ne naît pas femme, on le devient" (Men wordt niet geboren als vrouw, men wordt een vrouw). De Beauvoir maakt een onderscheid tussen gender en sekse, waarbij gender moet worden gezien als een sociaal construct gecentreerd rond het natuurlijke of de biologische verschillen tussen de seksen (zie ook Gender (identiteitsaspect)).
Voor Butler is gender niet zozeer een ding, maar een proces waarbij patronen in taal en handeling zichzelf herhalen. De realiteit van gender is het doen, hoe iemand zich kleedt, beweegt, spreekt en eruitziet.

## Ontwikkeling en emancipatie
Waarschijnlijk zijn er altijd al mensen geweest die tegenwoordig met de term transgender zouden worden aangeduid. In andere culturen werden en worden zij soms al als een aparte groep gezien, zoals de katoey in Thailand, de xanith in Oman, de muxes in Mexico, de fa'afafine op Samoa, de hijra's in Zuid-Azië, de tombois op Sumatra, de māhū op Tahiti en bij meerdere Noord-Amerikaanse stammen de two-spirit.:65
De westerse cultuur onderscheidt traditioneel alleen de geslachten man en vrouw. Wel zijn er historische voorbeelden van individuele personen die zich zoals het andere geslacht kleedden, zoals de Romeinse keizer Elagabalus, de Franse (mannelijke) spion, diplomaat en soldaat Chevalier d'Éon en de Nederlandse (vrouwelijke) soldaat Maria van Antwerpen. Hierbij is vaak niet duidelijk of het ging om travestie of (gewenste) transseksualiteit en evenmin valt na te gaan in hoeverre er een innerlijk beleefde identiteit aan ten grondslag lag.
Vanaf de 18e eeuw kwamen er aparte woorden voor deze mensen, te beginnen met eonisten naar Chevalier d'Éon en travestieten bedacht door Magnus Hirschfeld, gevolgd door transseksisten, transseksualisten en transseksuelen. In de jaren 1980 kwam de huidige term transgender op. De eerste geslachtsaanpassende operaties werden in 1912 in Berlijn uitgevoerd door chirurg Richard Mühsam, maar bredere maatschappelijke bekendheid kreeg het fenomeen pas in 1952 door media-aandacht voor de Amerikaanse transgender vrouw Christine Jorgensen.

### Internationaal

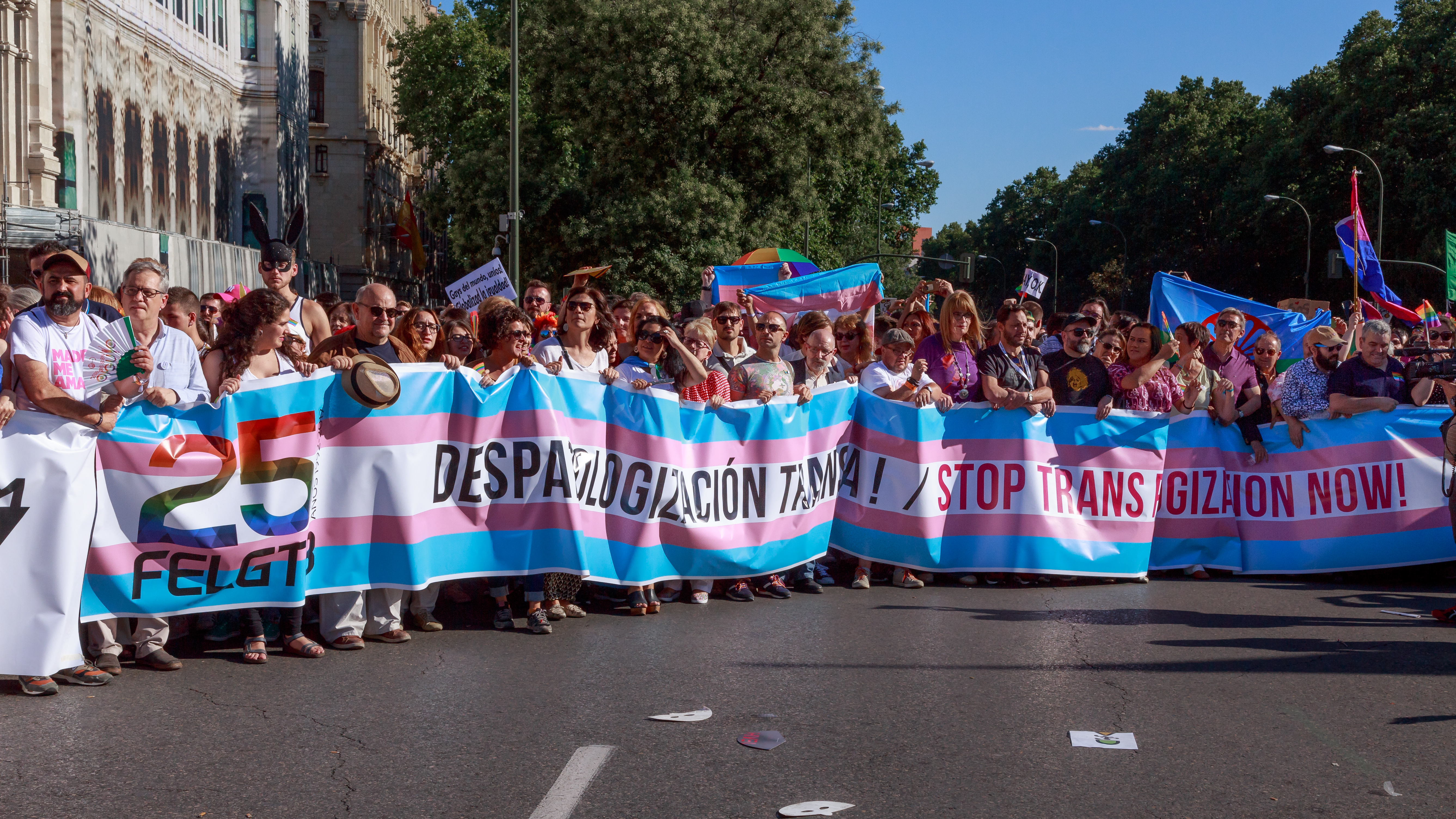
Transgenders tijdens de optocht van de WorldPride in Madrid in 2017

Wereldwijd kennen de meeste landen nog altijd twee genderidentiteiten (namelijk man en vrouw), al zijn er ook landen waar een derde gender juridisch wordt erkend: na Australië en Nieuw-Zeeland werd Duitsland per 1 november 2013 het eerste land in Europa dat de mogelijkheid biedt om baby's geslachtloos te registreren. Sommige landen vereisen bepaalde operatieve ingrepen om het geslacht legaal te kunnen veranderen, terwijl in andere landen kan worden volstaan met een officiële verklaring van de diagnose genderdysforie.
Transgenderidentiteit kreeg snel meer internationale bekendheid via het Eurovisiesongfestival, dat in 1998 gewonnen werd door de Israëlische transseksueel Dana International. In 2006 wist de Oekraïense travestiet Vjerka Serdjoetsjka de tweede plaats te behalen en in 2014 was de Oostenrijkse travestie-artiest Conchita Wurst de veelbesproken winnaar.
Sinds 2009 is RuPaul's Drag Race een bekende talentenjachtshow voor travestieten. Deze wordt op de Amerikaanse televisie uitgezonden en vormde wereldwijd een impuls voor de showtravestie. Onder meer in Amsterdam ontstonden hierdoor diverse drag-huizen. Dit zijn kleine groepen van jongere travestie-artiesten onder leiding van een ervaren oudere drag-moeder. In New York bestaan zulke drag-huizen al enkele decennia, waar ze vooral opvang boden voor arme zwarte homo- en transjongeren.
In 2015 kwam het onderwerp transgender-identiteit wereldwijd in het nieuws toen de vroegere Amerikaanse tienkampkampioen en tv-beroemdheid Caitlyn Jenner bekend maakte voortaan als vrouw door het leven te gaan. De Volkskrant noemde dit een gebeurtenis waardoor transgender personen in de populaire cultuur omarmd werden en een belangrijke stap voor hun emancipatie. De krant riep 2015 dan ook uit tot het Jaar van de Transgender. Internationale media-aandacht was er ook voor de bekende Nederlandse youtuber en visagiste Nikkie de Jager toen zij in januari 2020 bekendmaakte transgender te zijn.

### Nederland

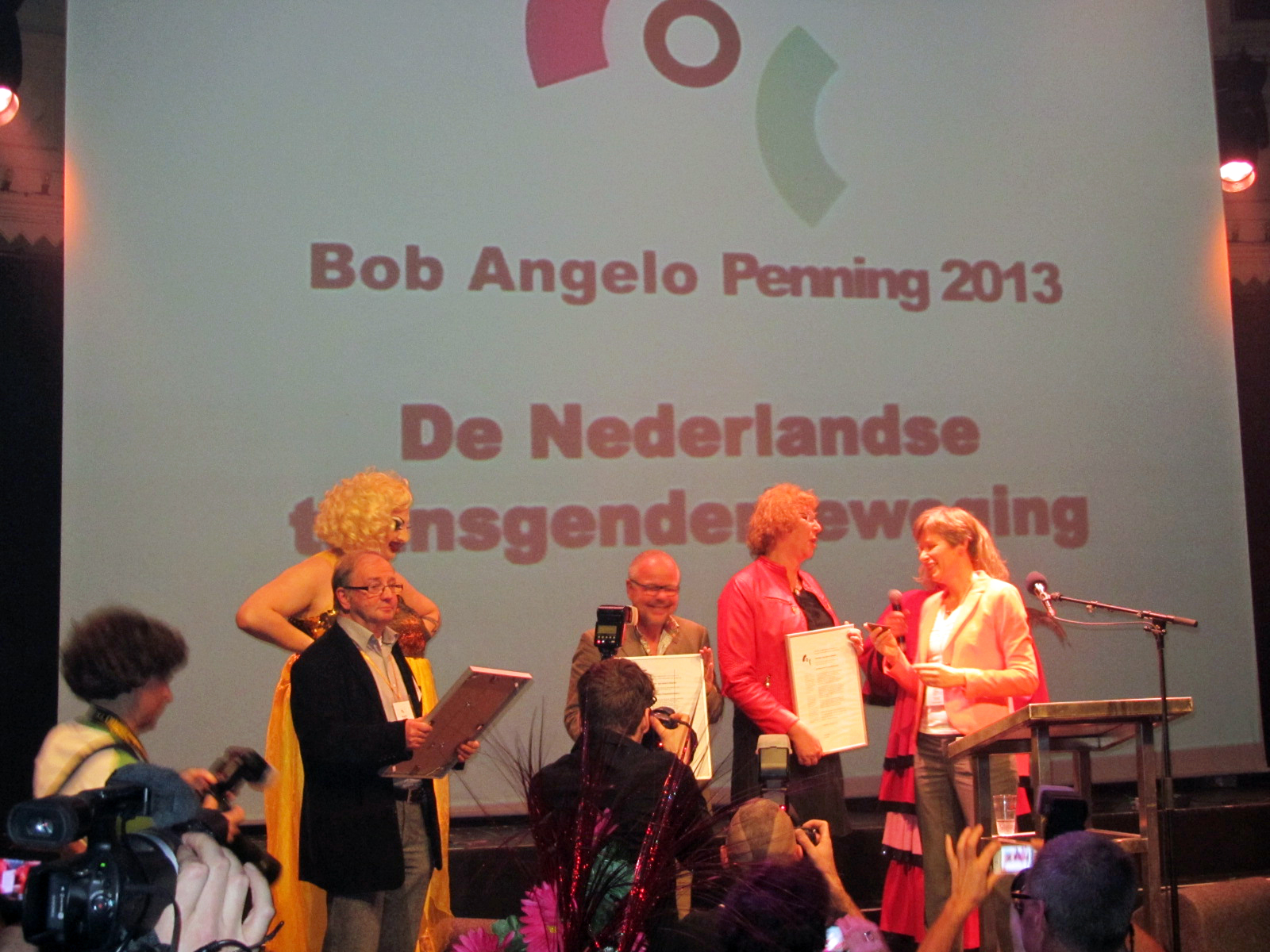
Uitreiking van de Bob Angelo-penning 2013 aan de transgenderbeweging, tijdens de nieuwjaarsreceptie van het COC in Paradiso op 27 januari 2013

In Nederland vond in 1959 de eerste geslachtsaanpassende operatie plaats, waarna met name de Genderstichting van de hormoonarts Otto de Vaal veel wist te bereiken op het gebied van medische behandeling en maatschappelijke erkenning. Eind jaren 1970 nam het Amsterdamse VU-ziekenhuis deze zorg op zich: het kreeg een speciaal genderteam en in 1988 de eerste hoogleraar transseksuologie ter wereld in de persoon van Louis Gooren. Hierdoor kon wetenschappelijke expertise worden opgebouwd en werd de medische transitie door de zorgverzekeraars vergoed. Nederland kreeg hierdoor een wereldwijd leidende rol op dit medische gebied, wat later ook tot uiting kwam via het opstellen van het Dutch protocol, een richtlijn voor genderbevestigende zorg die grootschalig in de westerse landen overgenomen werd. In 1985 werd ook de juridische kant voor het eerst geregeld middels de wet op geslachtswijziging.
Het COC nam belangenbehartiging voor transgenders in 2012 formeel als doelstelling in de statuten op. Onderwerpen die regelmatig op de politieke agenda worden gebracht zijn sekseregistratie, transgenderzorg en discriminatie. In Nederland wordt een groot deel van de geslachtsaanpassende operatie vergoed, maar sommige onderdelen alleen onder bepaalde voorwaarden. In 2013 ontving de Nederlandse transgenderbeweging de Bob Angelo-penning van het COC. In 1984 werd ook al een eigen, afzonderlijke belangenorganisatie opgericht. Deze zou vanaf 2010 Transvisie heten.
Op de Nederlandse televisie werd transseksualiteit rond 1980 eerstmaals besproken in praatprogramma's als Sonja Barend en Rondom Tien. De showtravestie kreeg landelijke bekendheid toen Veronica van 1995 tot 1997 De Travestieshow uitzond, gepresenteerd door Robert ten Brink en met Nickie Nicole als juryvoorzitter. Meer recent was er aandacht voor het onderwerp transgender in het televisieprogramma Hij is een Zij dat in januari 2014 en januari 2015 werd uitgezonden. In het najaar van 2016 kwam de EO met een datingprogramma voor transgenders onder de titel Love me gender.
Onderzoek van het Sociaal en Cultureel Planbureau (SCP) uit 2012 wees uit dat 40% van de transgenders in Nederland toen werden gediscrimineerd. Het COC constateerde in 2015 een stijging van geweld tegen mensen die zich als transgender identificeren en wilde dat discriminatie van hen expliciet in de wet strafbaar gesteld wordt. Het Transgender Netwerk Nederland zette een meldpunt op om discriminatie te melden.

#### Juridisch geslacht in Nederland
De wijze van registratie van het juridisch geslacht en de wijziging van die registratie is vastgelegd in Artikel 28-28c van Boek 1 van het Burgerlijk Wetboek.
Om onder de Transgenderwet van 1985 in aanmerking te komen voor een wijziging van de geslachtsaanduiding in de geboorteakte werden "slachtoffers voor harde, bijna onmogelijke keuzes gesteld", zoals aanpassing van het lichaam aan het gewenste geslacht en een onomkeerbare sterilisatie. Die eisen zijn geschrapt in de Transgenderwet van 2014. Eind 2019 stelde het Transgendercollectief de staat aansprakelijk voor het leed dat genoemde eisen van de oude wet hebben veroorzaakt. Het collectief eiste erkenning, excuses en financiële genoegdoening. Het kabinet ging daar positief op in. Op 30 november 2020 maakte het kabinet-Rutte III excuses voor het leed dat de oude Transgenderwet van 1985 heeft veroorzaakt. Ook kwam er vanwege de ernst van de zaak een financiële tegemoetkoming van 5000,- euro. Het was daar overigens juridisch niet toe verplicht.
In 2019 diende minister Dekker (voor Rechtsbescherming) een wetswijziging in, Wetsvoorstel tot wijziging van Boek 1 van het Burgerlijk Wetboek in verband met het veranderen van de voorwaarden voor wijziging van de vermelding van het geslacht in de akte van geboorte. Het betreft het afschaffen van de eis van een deskundigenverklaring. Het wordt dan voldoende dat de betrokkene verklaart de overtuiging te hebben niet het geslacht te hebben dat in zijn of haar geboorteakte is vermeld. Er is dan nog wel een bedenktijd van vier weken; als de betrokkene daarna de overtuiging nog eens bevestigt wordt het juridische geslacht aangepast. Geslachtskenmerken en genderexpressie zijn niet van belang bij de wijziging van het juridisch geslacht. Eventueel terugveranderen gaat op dezelfde wijze. Voor een derde verandering is instemming van de rechter nodig.
In Nederland zijn de identiteitsbewijzen (en eventuele rijbewijzen) van mensen die hun juridische geslacht laten wijzigen meteen ongeldig; zij moeten nieuwe exemplaren aanvragen bij de gemeente. De gemeente Nijmegen besloot in 2022 om als eerste Nederlandse gemeente de kosten hiervoor te vergoeden.

### België
In België zette psychiater Griet De Cuypere zich sinds 1985, naar Nederlands voorbeeld, in voor onderzoek naar en begeleiding van transgenders, wat resulteerde in een multidisciplinair genderteam aan het Universitair Ziekenhuis Gent.
De maatschappelijke emancipatie van transgenders kwam in de eerste jaren van het nieuwe millennium op de agenda en werd in 2005 als doelgroep in de statuten van de Holebifederatie (sinds 2010: çavaria) opgenomen, waar in 2009 ook het onderwerp gender bij kwam. In 2012 werd speciaal voor transgenders de eerste T-day georganiseerd en in 2013 kwam er het Transgender Infopunt voor informatie over transgenderisme.
Nationale en internationale aandacht was er voor televisiejournalist Boudewijn van Spilbeeck, toen deze in januari 2018 verklaarde transgender te zijn en voortaan als vrouw onder de naam Bo Van Spilbeeck door het leven te gaan.
In België kan het bij wijziging van het juridische geslacht, om onduidelijkheid te voorkomen, nodig zijn een nieuw paspoort of ander identiteitsbewijs aan te vragen en ook andere min of meer officiële registraties te laten aanpassen, zoals bij een bank waar men klant is.

## Medische transitie
Transpersonen kunnen een geslachtsverandering ondergaan door middel van medische transitie. Een belangrijk onderdeel van de medische transitie voor transgender vrouwen is oestrogeenhormoonvervangingstherapie⁣, die de ontwikkeling van vrouwelijke secundaire geslachtskenmerken veroorzaakt (borsten, herverdeling van lichaamsvet, lagere taille-heupverhouding, enz.). Transgender mannen krijgen vaak met hetzelfde doel testosteronhormoonvervangingstherapie⁣, die de ontwikkeling van mannelijke secundaire geslachtskenmerken veroorzaakt (haargroei, lagere stem, enz.). Daarnaast kan gekozen worden voor een genderbevestigende operatie. Bij deze ingreep worden de externe geslachtsdelen door middel van een operatie aangepast aan de genderidentiteit van de transpersoon. Deze ingrepen zijn optioneel.

## Detransitie
Door verandering van de genderidentiteit of teleurstelling over het resultaat kan bij een transgender na de wens om van geslacht te veranderen na verloop van tijd de wens ontstaan om weer terug te veranderen, of weer een andere positie in het genderspectrum in te nemen. De eventuele hormoonbehandeling kan dan gestaakt worden. In geval van een volledige medische transitie de kunnen de oorspronkelijk geproduceerde hormonen worden toegediend ter compensatie van de verwijdering van de hormoonproducerende organen. In sommige gevallen worden hersteloperaties uitgevoerd. Deze procedures worden bij elkaar genomen detransitie genoemd.
Uit verschillende onderzoeken blijkt dat het percentage mensen dat om welke reden dan ook terug wil naar de oude genderidentiteit en in detransitie gaat, ongeveer 8% is (11% in transgender vrouwen en 4% in transgender mannen). De meest genoemde redenen voor detransitie zijn sociale druk vanuit de ouders, intimidate en discriminatie, en medische redenen die voortzetting van de transitie in de weg staan. Het merendeel van de mensen die hun transitie terugdraaien, ging later dan ook opnieuw in transitie (68%). In slechts enkele gevallen bleken mensen toch niet transgender te zijn: in 5% van alle gevallen van detransitie, en 0,4% van het totaal aantal transities.
Ook spijt na een operatie is zeldzaam. Het aantal transgender personen dat achteraf spijt heeft van een geslachtsaanpassende operatie ligt bij verschillende onderzoeken tussen de 0 en 4%. De belangrijkste factor hiervoor zijn complicaties die bij de operatie optreden. Het aantal patiënten dat complicaties heeft ligt hoger dan het aantal mensen dat spijt heeft.

## Voorzieningen

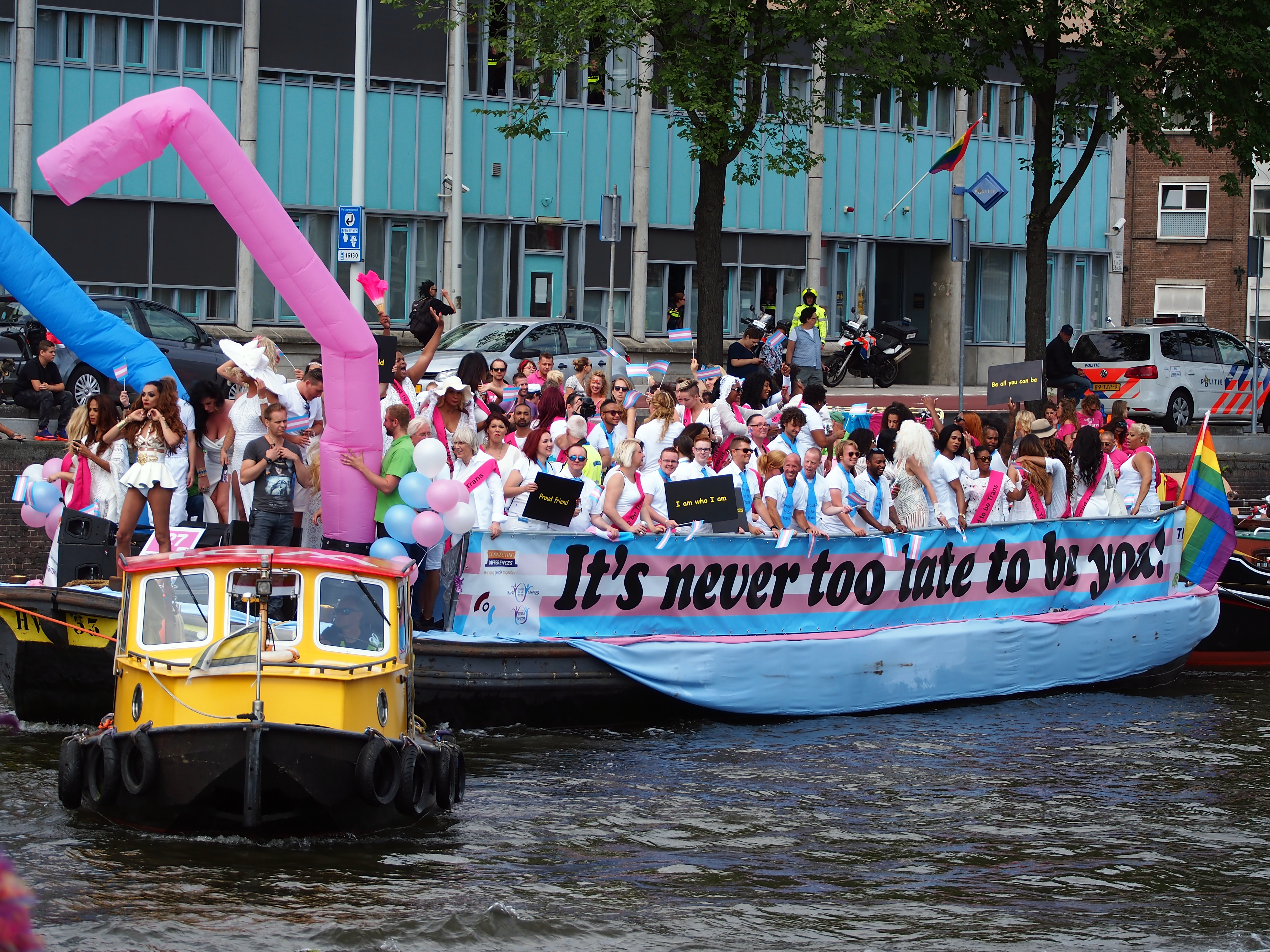
De boot van Trans United tijdens de Canal Parade 2016 in Amsterdam

De belangen van transgenders en transseksuelen worden doorgaans behartigd door de algemene lhbt-belangenorganisaties, zoals het COC in Nederland en çavaria in België. Daarnaast zijn er ook enkele gespecialiseerde organisaties voor en door transgenders, met name Transvisie het Transgender Netwerk Nederland (TNN) en in Amsterdam Trans Amsterdam en Trans United, de laatste speciaal voor de biculturele transgender.
Voor gezelligheid en educatie zijn er verspreid over Nederland maandelijkse bijeenkomsten voor travestieten en transseksuelen (T&T-avonden). De eerste T&T-avond werd in 1970 in Amsterdam georganiseerd onder de hoede van de NVSH. Later kwamen er ook dergelijke avonden die georganiseerd werden door lokale T&T-organisaties, die tegenwoordig ook vaak de overkoepelende term transgender gebruiken, al ligt de nadruk wat meer bij wat men voorheen als travestie aanduidde. Uit de NVSH kwam in 1985 de Landelijke KontaktGroep Travestie en Transseksualiteit (LKG T&T) voort, die later werd omgedoopt tot Vereniging Genderdiversiteit. Deze vereniging fungeerde als koepel van de plaatselijke T&T-avonden en gaf het tijdschrift Transformatie uit. De Vereniging Genderdiversiteit werd per 9 mei 2022 opgeheven.
De landelijk werkende belangenorganisatie Transvisie organiseert eveneens contactgroepen en biedt de mogelijkheid tot een-op-eengesprekken met andere transgender personen. Daarnaast biedt Transvisie informatie over transgender-zijn, mogelijkheden voor medische behandeling en vergoeding daarvan.
Afgezien van het Amsterdamse travestiecafé De Lellebel, zijn er geen permanente uitgaansgelegenheden die zich specifiek op transgenders richten. Weliswaar opende Trans United in de zomer van 2014 in de Amsterdamse Reguliersdwarsstraat de eerste bar speciaal voor transgenderisten, maar deze was geen lang leven beschoren.
Een nieuwer fenomeen zijn queer gyms, oftewel sportscholen die zich speciaal op trans en non-binaire personen richten, aangezien zij zich in de gewone sportscholen vaak ongemakkelijk voelen. In de Verenigde Staten werd in 2010 reeds een queer gym geopend en sinds begin 2022 is er een in Rotterdam. In Amsterdam organiseert Vondelgym een regulier evenement voor deze doelgroep.
Ook zijn er een aantal dagen waarop speciaal aandacht wordt besteed aan de positie van transgenders:
- 31 maart: de Internationale Dag van Transgendervisibiliteit, die zich sinds 2009 vooral op zichtbaarheid van transgenders richt.
- 17 mei: de Internationale Dag tegen Homofobie en Transfobie (IDAHOT) richt zich sinds 2009 niet alleen meer tegen homofobie, maar ook tegen transfobie.
- 20 november: de Internationale Transgender Gedenkdag om stil te staan bij de slachtoffers van transfobie (haat jegens transgenders).

## Cultuuruitingen

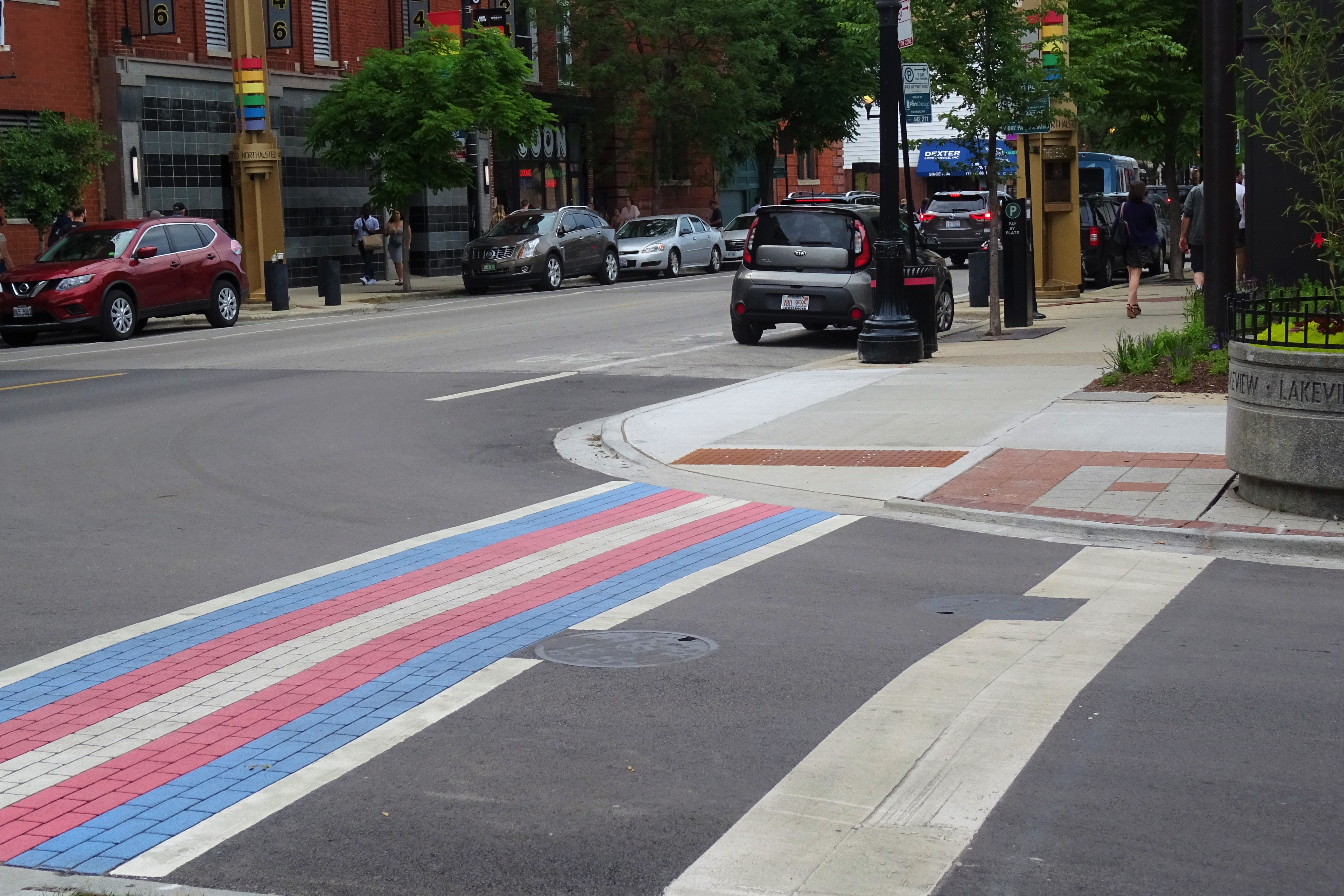
Een zebrapad in Chicago, gekleurd in de kleuren van de transgendervlag.

Er is ook een reeks van films, documentaires en televisieprogramma's uitgebracht met transgenderpersonen en/of genderdiversiteit als onderwerp. Hoewel vanaf de jaren 1990 zowel in Nederlandse als Belgische televisieseries geleidelijk aan lesbische, homoseksuele en transseksuele personages optraden, bleef genderfluïditeit voor een breed publiek nog een erg moeizaam thema.:274-275
Enkele voorbeelden waarbij een transgenderpersoon een hoofdrol spelen zijn een Amerikaanse film Boys Don't Cry (2000) de Duitse film Romeos (2011), About Ray, ook wel Three Generations (2015) genoemd, de Nederlandse documentaire Genderbende (2017) en de Amerikaanse film A Kid Like Jake (2018). Dergelijke films worden onder meer vertoond op het meerdaagse festival Transcreen, dat sinds 2011 elke twee jaar in Amsterdam plaatsvindt. Ook tijdens het algemene filmfestival IDFA waren in 2018 relatief veel documentaires met een transgender-thema te zien.
Met de opkomst van de sociale media zijn name voor jonge transgender en genderfluïde jongeren tussen de 15 en 24 jaar vlogs een belangrijk medium geworden om ervaringen uit te wisselen.:281 Naast video's met vragen en antwoorden (Q&A's) brengen transseksuele jongeren ook vaak de verschillende fases van hun transitieproces in beeld en bespreken ze hoe ze een en ander beleven.
Naar het voorbeeld van de regenboogpaden werden in juni 2019 in de homobuurt van de Canadese stad Toronto ook enkele oversteekpaden overeenkomstig de transgendervlag (Helms-variant, zie ook hieronder) aangebracht onder de naam Trans Pride Crosswalk. In 2019 werd ook in Almere een vergelijkbaar transpad aangelegd.

## Transgendersymbolen
Populaire symbolen die staan voor de transgender-identiteit zijn vaak ontstaan uit een combinatie van de symbolen voor de man en de vrouw. Holy Boswell ontwierp in 1993 een variant waarbij een pijl in combinatie met en kruis de cirkel doorkruist. Rumpus Parable ontwierp een versie voor agenders. Het symbool is opgenomen als Unicode [⚧]=[U+26A7].
De bekendste transgendervlag werd in 1999 ontworpen door Monica Helms. De vlag werd voor de eerste keer gebruikt tijdens de Gay Pride van 2000 in Phoenix en bestaat uit vijf horizontale banen: twee lichtblauw, twee lichtroze en een witte baan in het midden. De kleur wit staat voor iedereen met een fluïde gender-identiteit, die zichzelf beschouwen als genderloos of in een proces van geslachtsverandering zitten. Een alternatieve transgendervlag werd in 2002 ontworpen door Jennifer Pellinen.
Voor nog andere varianten voor deelcategorieën transgenders, zie Transgendervlag.

Transgendersymbool inclusief agenders in de kleuren van de biseksuele vlag
Transgendervlag (Monica Helms)
Transgendervlag (Jennifer Pellinen)

## Bekende transgender personen

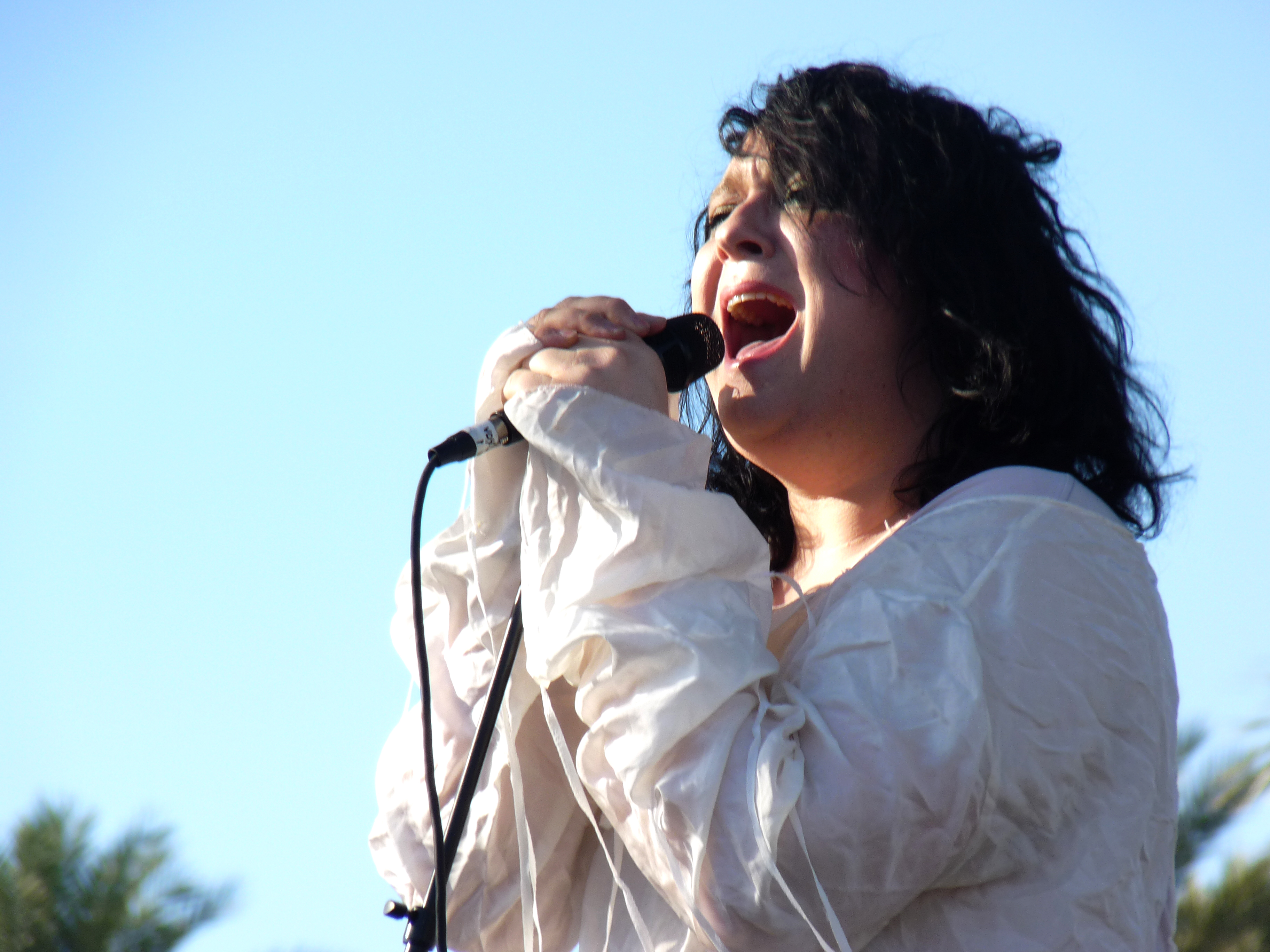
Anohni op het Coachella festival in 2009

Bekende mensen die transgender zijn uit heden en verleden kunnen worden onderscheiden in bekende travestieten, bekende transgender personen en bekende transseksuelen. Soms loopt dit echter in elkaar over.

### Bekende travestieten
- Christina van Zweden, Zweeds monarch
- Debby & Nancy, Belgische komisch damesduo bestaande uit Peter Van den Begin en Stany Crets
- Divine, Amerikaanse dragqueen, vooral bekend door haar rol in Pink Flamingos
- Maarten 't Hart, Nederlands schrijver
- Rose Murphy, Nederlandse dragqueen die is verkozen tot miss Travestie 2009 en zich inzet voor de Nederlandse showtravestie in het algemeen
- RuPaul, Amerikaans dragqueen
- Snip en Snap, Nederlands komisch damesduo bestaande uit Willy Walden en Piet Muijselaar
- Vera Springveer, Nederlandse dragqueen
- Kelly van der Veer, deelnemer aan Big Brother
- Ed Wood, Amerikaans filmregisseur
- Hellun Zelluf, Nederlands zanger
- Conchita Wurst, Oostenrijks travestie-artiest en in 2014 winnaar van het Eurovisiesongfestival
- Eddie Izzard, Brits komiek

### Bekende transgender personen
- Anohni, zangeres van de voormalige band Antony and the Johnsons
- Candy Darling, Amerikaans actrice die samenwerkte met Andy Warhol
- Marina Galanou, Griekse transgenderactivist, voorzitter van de Transgender Support Association
- Valentijn de Hingh, Nederlands model, columnist, dj en journalist
- Nikkie de Jager, Nederlands visagiste[82]
- Louisa Janssen, Nederlands realityster
- Jazz Jennings, Amerikaans youtuber
- Christine Jorgensen, Amerikaans actrice en nachtclubentertainer
- Loiza Lamers, Nederlands model
- Dylan Mulvaney, Amerikaans actrice en Tiktokker
- Eleanor Rykener, Britse prostituee uit de 14e eeuw

### Bekende transseksuele personen
- Buck Angel, Amerikaanse pornoacteur en motivational speaker, bekend in zijn vak als een van de eerste transgender mannen
- Maxim Februari, Nederlands filosoof en schrijver, columnist van NRC-Handelsblad
- Zdeněk Koubek, Tjecho-Slowaaks atleet
- Romy Haag, Nederlands zangeres, danseres en actrice
- Dana International, Israëlisch zangeres die in 1998 het Eurovisiesongfestival won
- Caitlyn Jenner, Amerikaans kampioen tienkamp voor mannen op de Olympische Spelen 1976
- Andreas Krieger, Duits kogelstootster die als vrouw meedeed aan de Olympische Spelen
- Chelsea Manning, Amerikaans militair en klokkenluider
- Jan Morris, Brits schrijver en journalist
- Mounir Samuel, Nederlands journalist en blogger met deels Egyptische achtergrond
- Bo Van Spilbeeck, journaliste bij de Vlaamse commerciële zender VTM
- Petra De Sutter, Vlaamse politica en buitengewoon hoogleraar in de gynaecologie
- Kelly van der Veer, Nederlands mediapersonage
- Laverne Cox, Amerikaans actrice
- Sam Bettens, Vlaams zanger bij K’s Choice
- Andreja Pejić, Bosnisch/Australisch fashionmodel, bekend van o.a. een HEMA bh reclame-campagne in 2011[83]
- Kim Petras, Duits zangeres

### Transgenderpersonages in fictie
- Shuichi en Yoshino uit Hourou Musuko doorlopen als genderdysfore kinderen de puberteit
- Aoi Futaba uit de serie You're Under Arrest beschrijft zichzelf met Mijn lichaam is dat van een man, maar mijn ziel is die van een vrouw
- Adam Torres in de Canadese serie Degrassi (seizoen 10 tot 13)
- Kaat Bomans in de Vlaamse soapserie Thuis
- Nia Nal in de Amerikaanse serie Supergirl (televisieserie)